# ヨンショーピング県

ヨンショーピング県
Jönköpings län

ヨンショーピング県（ヨンショーピングけん、Jönköpings län）とは、スウェーデンの県の一つで略号はF。県庁所在地はヨンショーピング（Jönköping)で、面積は1万495平方キロメートル。2017年現在の人口は35万6291人。
県北部はスウェーデンで2番目に大きいヴェッテルン湖の南三分の一を挟み込んでおり、ヨンショーピングは湖の最南端に位置する。県面積の三分の二が森林で占められてはいるものの、産業としては製造業が大変盛んで、多くの企業が拠点を置いている。拠点を置いている企業は製造業ではヒュースクヴァーナ(Husqvarna)（電動ノコギリ・芝刈り機・ミシンのメーカー）、VSMグループ(VSM group)（ミシンメーカー）、エレクトロルクス(Electrolux)（キッチン周りの家庭電化製品メーカー）、食品業界ではアルラ食品(Arla Foods)が県内に拠点を置いている。しかし、他の企業の多くは従業員数が5人以下の零細企業が占めている。

## 市
ヨンショーピング県には13の市がある。
- アンネビー (Aneby)
- エークショー (Eksjö)
- イスラヴェード (Gislaved)
- グノーショー (Gnosjö)
- ハーボー (Habo)
- ヨンショーピング (Jönköping)
- ムッルショー (Mullsjö)
- ネースショー (Nässjö)
- セーヴショー (Sävsjö)
- トラーノース (Tranås)
- ヴァッゲリード (Vaggeryd)
- ヴェートランダ (Vetlanda)
- ヴェルナモ (Värnamo)